# بياتريس أوهانسيان
بياتريس أوهانسيان (15 مارس 1927-17 يوليو 2008)، عازفة بيانو أرمنية عراقية، ولدت بمنطقة «المربعة» إحدى محلات مدينة بغداد القديمة. اشتهرت بكونها أول عازفة بيانو في العراق وأول مؤلفة موسيقية.

## حياتها
نشأت بياتريس في عائلة فنية موسيقية، فشقيقها «آرشان» هو عازف كمان معروف وشقيقتها الأصغر «سيتا» هي أيضاً عازفة على آلة البيانو.
ولدت أوهانسيان في بغداد عام 1927 لعائلة أرمنية ميسورة الحال. كان والدها المولود في بلاد فارس قد استقر في بغداد بعد فترة عمل مع البريطانيين في الهند. أما والدتها واثنين من أعمامها فكانوا من الأيتام الناجين من الإبادة الجماعية للأرمن. شجعها والداها على دراسة الموسيقى. التحقت أوهانسيان بمعهد الفنون الجميلة وتخرجت كمتخصصة في العزف على البيانو. بعد التخرج عملت كمساعدة لأستاذ البيانو الروماني جوليان هيرتز. سمحت لها منحة حكومية عراقية بمواصلة دراستها في الأكاديمية الملكية للموسيقى في لندن مع الأستاذ ماكس بيراني. بعد أربع سنوات حصلت على ليسانس الاكاديمية الملكية للموسيقى في أداء البيانو والتربية وتخصص ثان في الغناء. حصلت على منحة من برنامج فولبرايت للدراسة في مدرسة جويليارد في مدينة نيويورك، والتي توجت بأداء للأول مرة في قاعة كارنيجي. مُدِّدت دراستها لمدة عام آخر بسبب انقلاب 14 تموز 1958.

## في الكنيسة
كانت تذهب كل يوم أحد إلى كنيستها الأرمنية في بغداد (التي كانت قرب كنيسة أم الأحزان الكلدانية – حالياً في مكان السوق العربي) تنعِش نفسَها بالألحان الكنسية التي كانت تؤديها مجموعة إنشاد (كورال – متعدد الأصوات). حيث أخذت مُذ ذاك تتململ في مجلسها داخل الكنيسة وبالقرب من جماعة الإنشاد، وتردد بصوتها الرقيق كل ما كان يرتَل أثناء القداس. ليتطوَّر الأمر لديها، فأخذت تعزف في الكنيسة على آلة الأرغن الهوائي قطعاً موسيقية وتراتيل. وفي بيتها، حيث كانت تستمع من خلال جهاز (الحاكي – الفونوغراف اليدوي) إلى عزفٍ لما هو مسجَّل من الموسيقى الكلاسيكية من أعمال كبار المؤلفين الموسيقيين الأوربيين أمثال: شوبان، باخ، موزارت، بتهوفن؛ لكن أعمال البيانو (من السوناتا والكونشيرتو) أخذت تجذبها وتشد انتباهها بشكل متميز منذ ذلك الوقت.

## في معهد الفنون الجميلة
قدَّم والدَها في العام 1937 طلب انتساب إبنته بياتريس للتسجيل في المعهد الموسيقي العراقي التابع إلى وزارة المعارف، تلميذةً في فرع البيانو، في ذلك الوقت كان المعهد في بداياته ويقع في منطقة المربعة. وكانت شروط القبول في المعهد تقضي بأن يكون الطالب حائزاً على شهادة الدراسة الابتدائية، وأن يقل عمره عن 13 سنة.
ودخلتُ إلى المقابلة أمام لجنة القبول بالمعهد والمكوَّنة من مدير المعهدالشريف محي الدين حيدر وحنا بطرس معاون المدير، وأستاذ البيانو الروماني جوليان هرتز، ولقد قدّمها الأستاذ حنا بطرس واصفاً إياها بـ {شوبان الموهبة المبكرة} معزِّزاً طلب الانتمائ للمعهد كونها موهوبة في العزف، حيث قدمت عدداً من القطع والتمارين أمام اللجنة بشكل جيد، فنالت إستحسانها. لكن اللجنة وجدت عائقاً أمام القبول في المعهد بسبب صغر السن، وكونها ما زالت تلميذة ابتدائية ذلك الوقت.
وبتدخُّل تشجيعي من الأستاذ حنا بطرس، تم قبولها استثناءً من شرط العمر. وهكذا بدأت الدراسة الفنية بالشكل العلمي الجيد على يد الأستاذ الروماني جوليان هرتز، وتخرجت في عام 1944م، بدبلوم فن عالٍ بدرحة امتياز.

## الفرقة السمفونية
كانت بياتريس أحد العناصر الرئيسية في الفرقة السمفونية العراقية وقدمت مع زملاؤها عروض فنية جميلة في بلدان عدة، وكانت تقيم الحفلات بصورة مستمرة في مقر الفرقة السمفونية الكائن وسط بغداد في منطقة «الوزيرية».
وكانت بياتريس أيضاً هي العازفة المنفردة المنتظمة في حفلات «كونشيرتو البيانو» مع الفرقة السمفونية العراقية، وكانت أول عازفة بيانو منفردة في العراق، وأول مؤلفة للموسيقى الكلاسيكية، ولها العديد من المقطوعات الجميلة ومن أجملها مقطوعة «الفجر».
وفي عام 1996م هاجرت من العراق متوجهة إلى مدينة هاليفاكس بولاية مينيسوتا الأميركية مع شقيقتها سيتا لتصبح فيما بعد عازفة البيانو مع أوركسترا منيابولس السمفونية.

## حياتها اللاحقة ووفاتها
في عام 1994 انتقلت أوهانسيان للإقامة بشكل دائم إلى الولايات المتحدة واستقرت في منيابولس سانت بول، وانضمت إلى شقيقها أرشام وأختها سيتا. عادت إلى التدريس مرة أخرى في جامعة مينيسوتا وكلية ماكالستر وكذلك جامعة سانت توماس (مينيسوتا) [الإنجليزية]. عملت كعازفة أورغن لكنيسة القديس بولس الأرمنية الرسولية. توفيت أوهانسيان بالسرطان في 17 يوليو 2008 في بلومنغتون عن عمر يناهز 81 عامًا.

## الجوائز
حصلت على جوائز تقديرية داخل العراق وخارجه، من بينها:
- جائزة فردريك وسترليك من الأكاديمية الملكية للفنون في بريطانيا
- شهادة تقديرية لرواد الحركة الموسيقية في العراق (لمناسبة احتفالات اليوم العالمي للموسيقى)،
- شهادة تقديرية لمسابقة التاليف الموسيقي الأوركسترالي العراقي الأولى،
- آلة بيانو كونسيرت (Concert Grand Piano - Steinway) لمناسبة تكريم الفنانين العراقيين في الثمانينات.
- شهادة تكريمية لمناسبة الاحتفال بمرور خمسين عاماً على بدايات الفرقة السمفونية الوطنية العراقية (91 – 1992).